# Vanczák János
Vanczák János (Pest, 1870. október 19. – Budapest, 1932. július 8.) nemzetgyűlési képviselő, 1920 és 1926 között a Népszava szerkesztője, 1918 és 1919 márciusa között a Budapesti Munkástanács egyik elnöke.

## Életpályája
Fiatalkorában vándorútra ment Németországba, ahol bekapcsolódott a munkásmozgalomba. Magyarországra való visszatérése után, 1894-től a Vas- és Fémmunkások Szaklapjának szerkesztője lett, 1897-től pedig a Magyarországi Szociáldemokrata Párt vezetőségének és a Szakszervezeti Tanácsnak volt tagja. 1899-ben a budapesti lakatos ipartestület betegsegélyező pénztárának volt tisztviselője, a századforduló elejétől 1920-ig a Magyar Vas- és Fémmunkások Országos Szövetségének volt titkára. Ebben a minőségben volt tagja a Vas- és Fémmunkások Nemzetközi Szövetsége Vezető Bizottságának. 1905-től 1925-ig szerkesztette a Magyar Vas- és Fémmunkások Zsebnaptárát. 1918-tól 1919 márciusáig a Budapesti Munkástanács egyik elnöke volt. A Magyarországi Tanácsköztársaság alatt a Szövetséges Központi Intéző Bizottság és az ez által választott ellenőrző bizottság tagja volt. Somogyi Béla és Bacsó Béla meggyilkolása (1920. február 17.) után ő vette át a Népszava szerkesztését. 1922-től 1932-ig országgyűlési képviselőként működött.

## Művei
- A magyarországi vas- és fémipari, vas- és fémbányászati és kohómunkások helyzete és szervezkedésének szükségessége (Budapest, 1908)
- Szakszervezeti demokrácia (Budapest, Népszava, 1923, Világosság Ny.)
- A klerikális métely, vagy Mit keresnek a vallás és hit emberei a munkásszakszervezetekben (Budapest, Népszava, 1918)
- A magyar királyi államkincstár mint munkáltató (a kincstári vas- és fémipari üzemek munkásainak helyzete és munkaviszonya (Budapest, Népszava, 1918)
- Föld alatt és föld felett (regény, Mezőtúr, 1893)
- Körutazás a világűrben (regény, Budapest, 1903)
- Szakszervezeti erő (Budapest, Népszava, 1917)
- Vér és vas (versek, dalok, Budapest, Népszava)
- A "sóhivatal", vagy becsüljük meg a munkásszakszervezetek háborús tevékenységét (Budapest, Népszava, 1917)
- Dolgos emberek világa (novellák, Budapest, Népszava, 1920)
- Háborús emlékek és egyéb versek (Budapest, Népszava, 1920)
- Gyakorlati szónoklattan munkások számára (Budapest: saját kiadásban, 1907)

### Szerkesztőként
- Magyar vas- és fémmunkások zsebnaptára (Budapest, Spatz Ny., 1905-1926)
- A fémmunkás (a magyarországi fémmunkások közlönye, Budapest, saját kiadásban, 1893)
- A Jakab (szocialista élclap, Budapest, Zunder-asztaltársaság, 1909-1910)
- Épület- és műlakatosok szaklapja (Budapest, Magyarországi Vas- és Fémmunkások Intéző Bizottsága, 1894-1895)

### Műfordításai
- Kautsky: A demokráciától az állami rabszolgaságig (vita Trockijjal, Budapest, Népszava, 1922)
- Paul Umbreit: 25 év a német szakszervezeti mozgalomból (emlékirat, Budapest, Népszava, 1921)